# 6216 San Jose
A 6216 San Jose (ideiglenes jelöléssel 1975 SJ) a Naprendszer kisbolygóövében található aszteroida. Schelte J. Bus fedezte fel 1975. szeptember 30-án.